# Chironomus frequentatus
Chironomus frequentatus är en tvåvingeart som beskrevs av Belyanina och Filinkova 1996. Chironomus frequentatus ingår i släktet Chironomus och familjen fjädermyggor. Inga underarter finns listade i Catalogue of Life.